# Ichneumon bicoloranus
Ichneumon bicoloranus là một loài tò vò trong họ Ichneumonidae.